# Дружбинское
Дружбинское (каз. Дружбинское) — упразднённое село в районе имени Габита Мусрепова Северо-Казахстанской области Казахстана. Входило в состав Дружбинского сельского округа. Ликвидировано в 1990-е годы.

## Население
В 1989 году население села составляло 71 человек. Национальный состав: русские — 50 %.